# Morti nel 1994/Senza giorno specificato
| Questa pagina contiene informazioni ricavate automaticamente dalle voci biografiche con l'ausilio del template Bio e di un bot. L'aggiornamento è periodico e automatico e ricostruisce completamente la pagina. Se manca una persona in questa lista, sei pregato di non aggiungerla, ma accertati piuttosto che la sua voce biografica contenga il template Bio e che i dati anagrafici siano correttamente compilati. Se il template Bio manca, inseriscilo tu stesso o, in alternativa, metti l'avviso {{tmp\|Bio}} che ne segnala la mancanza. Se i dati riportati sono sbagliati, correggi direttamente la voce biografica; le modifiche saranno visibili in questa lista entro pochi giorni. Per chiarimenti vedi il progetto biografie. La lista contiene solo le 74 persone che sono citate nell'enciclopedia e per le quali è stato implementato correttamente il template Bio. Pagina aggiornata al 18 lug 2025. |

- Anton Giulio Ambrosini, pittore italiano (n. 1918)
- Nino Antonellini, musicista italiano (n. 1907)
- Klara Baić, serba (n. 1912)
- Aldo Baldi, calciatore e allenatore di calcio italiano (n. 1906)
- Mario Baresi, architetto e ingegnere italiano (n. 1909)
- Nunzio Bava, pittore italiano (n. 1906)
- Bruno Beer, architetto italiano (n. 1913)
- Carlo Benelli, calciatore italiano (n. 1919)
- Wilfred Bennetto, insegnante e scrittore britannico (n. 1902)
- Luigi Biffi, pittore e illustratore italiano (n. 1928)
- Rhoda Bulter, poetessa e scrittrice britannica (n. 1929)
- Clara Centinaro, stilista italiana (n. 1914)
- Ignacio Chavira, cestista messicano (n. 1936)
- Nicola Francesco Cimmino, critico letterario italiano (n. 1908)
- Gianni Colognese, pittore italiano (n. 1901)
- Silvio Consadori, pittore italiano (n. 1909)
- Albina e Giuseppina Coroneo, artista italiana (n. 1898)
- Angelo Vincenzo Curci, politico e educatore italiano (n. 1922)
- Tullio De Rosa, enologo italiano (n. 1923)
- Gioconda De Vito, violinista italiana (n. 1907)
- Pietro Di Mattei, chimico italiano (n. 1896)
- Paolo Falace, attore italiano (n. 1940)
- Zohra Al Fassiya, cantante e poetessa marocchina (n. 1905)
- Aristide Foà, avvocato e antifascista italiano (n. 1905)
- Natale Guido Frabboni, pittore italiano (n. 1926)
- Koki Fregni, scenografo italiano (n. 1930)
- Fu Zhong Wen, artista marziale cinese (n. 1903)
- Oscar Gallo, scultore, pittore e incisore italiano (n. 1909)
- Teresa Gazzo, pittrice e incisore italiana (n. 1901)
- Giacomo Giardina, poeta italiano (n. 1901)
- Maurizio Giugliano, serial killer italiano (n. 1962)
- Peter Goring, calciatore e allenatore di calcio inglese (n. 1927)
- Jimmy Hamilton, clarinettista statunitense (n. 1917)
- Fernand Isselé, pallanuotista belga (n. 1915)
- Jabrā Ibrāhīm Jabrā, poeta, critico letterario e traduttore palestinese (n. 1919)
- Petrus Jans, vescovo vetero-cattolico olandese (n. 1909)
- Vasile Kadar, cestista, allenatore di pallacanestro e arbitro di pallacanestro rumeno (n. 1931)
- Leonid Ivanovič Kuprijanovič, ingegnere e inventore sovietico (n. 1929)
- Marie Mejzlíková, velocista e lunghista cecoslovacca (n. 1903)
- Robert Mellin, paroliere e compositore britannico (n. 1902)
- Giuseppe Mercurio, scrittore, linguista e giornalista italiano (n. 1919)
- Luis Molinari, artista ecuadoriano (n. 1929)
- Clairvius Narcisse, haitiano (n. 1922)
- Sergio Pagoni, compositore italiano
- Edward Paisnel, criminale britannico (n. 1925)
- Giuseppe Palladino, economista italiano (n. 1908)
- Virgilio Panzuti, compositore e produttore discografico italiano (n. 1919)
- Paola dei conti Antonelli, nobildonna italiana (n. 1918)
- Sirio Pastorini, architetto italiano (n. 1909)
- Gastone Piccinini, partigiano italiano (n. 1915)
- Piero Pierini, pittore italiano (n. 1908)
- Billy Quick, pallanuotista britannico (n. 1902)
- Ersilia Savina Rodante, stilista italiana (n. 1912)
- Salvatore Francesco Romano, storico italiano (n. 1910)
- Attilio Rossi, pittore e grafico italiano (n. 1909)
- Mario Ruminelli, violinista italiano (n. 1907)
- Gamar Salamzadeh, regista e sceneggiatrice sovietica (n. 1908)
- Giorgio Salvioni, produttore cinematografico e sceneggiatore italiano
- Sofia Schafranov, medico e superstite dell'Olocausto russa (n. 1891)
- Władysław Segda, schermidore polacco (n. 1895)
- Edward S. Shaw, economista statunitense (n. 1908)
- Franco Simongini, giornalista, critico d'arte e regista italiano (n. 1932)
- Leonard Stringfield, saggista statunitense (n. 1920)
- Benoy Krishna Tikader, aracnologo e zoologo indiano (n. 1928)
- Vladimir Trofimenko, astista sovietico (n. 1953)
- Alfredo Valadas, calciatore e allenatore di calcio portoghese (n. 1912)
- Luis Vargas Peña, calciatore paraguaiano (n. 1905)
- Olga de Grésy, nobildonna, imprenditrice e stilista italiana (n. 1900)
- Eugenio Vitarelli, scrittore italiano (n. 1927)
- Nina Urdang, cestista sovietica (n. 1924)
- Margita Vozárová, astronoma slovacca (n. 1927)
- Guelfo Zamboni, diplomatico italiano (n. 1897)
- Adelina Zandrino, pittrice e illustratrice italiana (n. 1893)
- Sante Zirioni, storico, giornalista e scrittore italiano (n. 1928)